# Taminango
Taminango est une municipalité située dans le département de Nariño en Colombie.